# Regering-Renkin II
De regering-Renkin II (23 mei 1932 - 22 oktober 1932) was een Belgische regering. Het was een coalitie tussen de Katholieke Unie (77 zetels) en de Liberale Partij (28 zetels). 
De regering werd geconfronteerd met de gevolgen van de Grote Depressie: hoge werkloosheid, ontsporende overheidsfinanciën en stakingen. Ten laatste in mei 1933 moesten er parlementsverkiezingen plaatsvinden, maar onder druk van koning Albert I nam premier Jules Renkin al op 18 oktober 1932 ontslag zodat de meer ervaren Charles de Broqueville de leiding kon overnemen. De regering-De Broqueville III schreef meteen verkiezingen uit voor 27 november 1932.

## Samenstelling
De regering-Renkin II telde 12 ministers: 7 voor de katholieken en 5 voor de liberalen.
| Ambtsbekleder        | Ambtsbekleder                  | Ambtsbekleder                       | Functie                                                  | Termijn                       | Partij          |
| -------------------- | ------------------------------ | ----------------------------------- | -------------------------------------------------------- | ----------------------------- | --------------- |
|                      |                                | Jules Renkin (1862-1934)            | Eerste Minister                                          | 23 mei 1932 - 22 oktober 1932 | Katholieke Unie |
| Minister Financiën   | 23 mei 1932 - 22 oktober 1932  | Jules Renkin (1862-1934)            |                                                          |                               | Katholieke Unie |
|                      |                                | Paul Hymans (1865-1941)             | Minister Buitenlandse Zaken                              | 23 mei 1932 - 22 oktober 1932 | Liberale Partij |
|                      |                                | Fernand Cocq (1861-1940)            | Minister Justitie                                        | 23 mei 1932 - 22 oktober 1932 | Liberale Partij |
|                      |                                | Henri Carton de Tournai (1878-1969) | Minister Binnenlandse Zaken en Volksgezondheid           | 23 mei 1932 - 22 oktober 1932 | Katholieke Unie |
|                      |                                | Robert Petitjean (1887-1951)        | Minister Wetenschappen en Kunsten                        | 23 mei 1932 - 22 oktober 1932 | Liberale Partij |
|                      |                                | Emile van Dievoet (1886-1967)       | Minister Landbouw                                        | 23 mei 1932 - 22 oktober 1932 | Katholieke Unie |
| Minister Middenstand | 11 juli 1932 - 22 oktober 1932 | Emile van Dievoet (1886-1967)       |                                                          |                               | Katholieke Unie |
|                      |                                | Gustaaf Sap (1886-1940)             | Minister Openbare Werken                                 | 23 mei 1932 - 22 oktober 1932 | Katholieke Unie |
|                      |                                | Hendrik Heyman (1879-1958)          | Minister Nijverheid, Arbeid en Maatschappelijke Voorzorg | 23 mei 1932 - 22 oktober 1932 | Katholieke Unie |
|                      |                                | Pierre Forthomme (1877-1959)        | Minister Verkeerswezen                                   | 23 mei 1932 - 22 oktober 1932 | Liberale Partij |
|                      |                                | Paul Crokaert (1875-1955)           | Minister Landsverdediging                                | 23 mei 1932 - 22 oktober 1932 | Katholieke Unie |
|                      |                                | Paul Tschoffen (1878-1961)          | Minister Koloniën                                        | 23 mei 1932 - 22 oktober 1932 | Katholieke Unie |
|                      |                                | François Bovesse (1890-1944)        | Minister Posterijen, Telegrafie en Telefonie             | 23 mei 1932 - 22 oktober 1932 | Liberale Partij |